# Le Jardin de la mort (Simberg)
Le Jardin de la mort (en finnois : Kuoleman puutarha) est une peinture dont la première version est réalisée en 1896 par le peintre symboliste finlandais Hugo Simberg.

## Présentation
L'œuvre dépeint les vues de Simberg sur la vie après la mort, où le pouvoir n'est pas détenu par des anges mais par des squelettes qui s'occupent tendrement du jardin céleste et attendent l'arrivée de plus de jardiniers.
La vision est liée à une ancienne tradition, datant au moins du moyen âge, d'imaginer les morts endormis dans un jardin fleuri.
La version la plus connue du sujet de Simberg est une fresque de la cathédrale de Tampere, qu'il a achevée en 1906.

## Versions de l'oeuvre
Les jardins de la mort étaient les sujets préférés de Simberg et les œuvres ont été réalisées entre 1896 et 1906.
Simberg a réalisé une aquarelle et une peinture à la gouache sur papier sur le sujet en 1896. L'oeuvre mesure 15,8 x 17,5 cm, et elle est collée sur du papier à eau-forte.
Datant de 1897, l'eau-forte est gravée selon la technique chine collé et mesure 11,8 x 15,5 cm
Il y a aussi une post-impression de la gravure au trait par le graphiste Juho Karjalainen en 1986–1987
Simberg a également fait un croquis au crayon non daté pour une fresque de la cathédrale de Tampere, et ses dimensions sont 40 x 51,5 cm
Sous la galerie nord de la cathédrale de Tampere, près de la chaire, se trouve une fresque sur le jardin de la mort. L'église possède également d'autres fresques de Simberg de 1905 à 1906. Placée dans l'église, la performance de Simberg peut être vue comme un rappel de la mort.
Le travail a beaucoup en commun avec les peintures de danse de la mort catholique médiévale, c'est pourquoi son placement dans une église luthérienne a été critiqué,.
La fresque a été élue la meilleure œuvre d'art finlandaise par les lecteurs d'Aamulehti en 2005.